# ハープサル
ハープサル（エストニア語: Haapsalu、ドイツ語とスウェーデン語: Hapsal、フィンランド語: Haapasalo）は、エストニア共和国西海岸のレーネ県にある都市で、同県の県都。リゾート地でもあり、風光明媚な海岸線、この一帯で取れる治療用の泥、海岸まで続く瀟洒な町並み、ハープサルショールで知られる。冷戦時代には郊外に空軍基地があった。

## 地理
ハープサル湾の入り口南側にあり、対岸はノアローツィ半島である。一帯の海岸には湿地、ラグーン、草地、礁、ヨシ原、干潟などが多い。

## 歴史

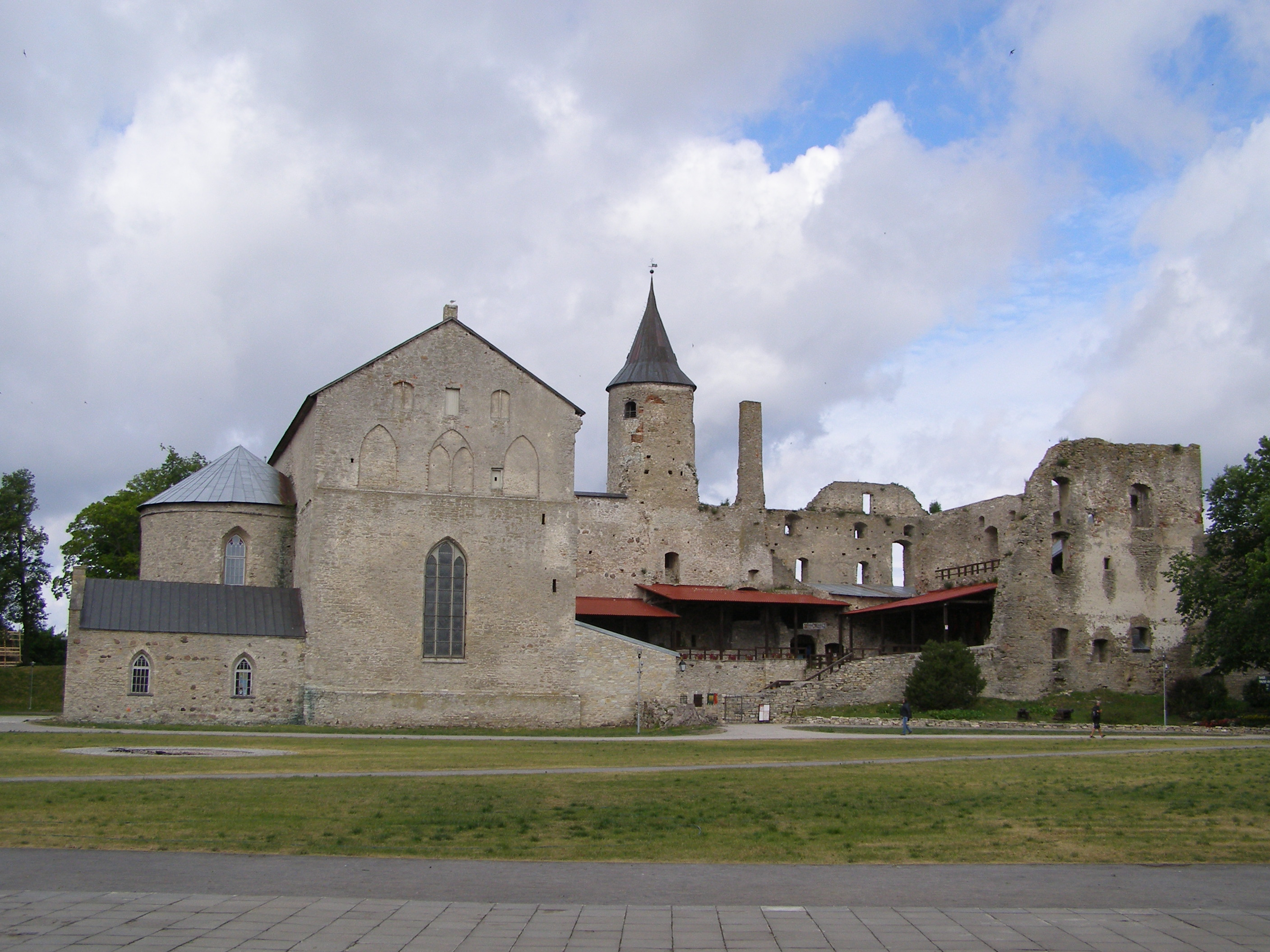
ハープサル城の跡。
聖堂が今に残る

町の歴史は1279年に始まる。サーレ・レーネ司教領の中心地となり、ハープサル城（エストニア語: Haapsalu piiskopilinnus）が作られる。
土地の人々はこの地で取れる海の泥を治療に用いてきたが、1825年にロシアの軍医がそれをサンクトペテルブルクに報告、以後ロシアだけでなく世界中から人々が集うようになった。ロシア皇帝やチャイコフスキーも保養に訪れる療養地になる。13世紀以降は、とくにスウェーデン人がこの地に移住、1944年にエストニアからスウェーデン人が去るまでスウェーデン人の町であった。町の女性たちが織るショールも有名になった。

## 姉妹都市
- アルメレ、オランダ
- グレーヴェ・イン・キアンティ、イタリア
- ハーニンゲ、スウェーデン
- ベツレヘム、パレスチナ
- ハンコ、フィンランド
- ウーマニ、ウクライナ
- ボロヴィチ、ロシア